# Tirat Tzeví
Tirat Tzeví (en hebreo: טירת צבי) es un kibutz de judíos ortodoxos situado en el Concejo Regional de Emek HaMayanot, a unos 10 kilómetros al sur de la ciudad de Beit She'an, en Israel, al oeste del río Jordán y cerca de la frontera con Jordania. El kibutz tenía una población de 654 habitantes en 2006.

## Geografía
Tirat Tzeví está a una altitud de 220 metros por debajo del nivel del mar. El 21 de junio de 1942 en este lugar se registró la temperatura más alta de toda Eurasia hasta 2010: 53.0-53.9 grados celsius.

## Historia
El pueblo fue fundado el 30 de junio de 1937 por judíos originarios de Polonia, Rumanía y Alemania. El nombre del kibutz proviene del nombre y apellidos del rabino Tzeví Hirsch Kalischer, uno de los padres del sionismo Desde su fundación, el pueblo ha sufrido varios ataques por parte de grupos armados.

## Economía
La población del kibutz trabaja en la industria alimentaria y además es el principal cultivador de dátiles de Israel con unas 18 000 palmeras.